# NexGen
NexGen (Milpitas, Californië) was een privaat gefinancierde onderneming binnen de halfgeleider-industrie. Het bedrijf ontwikkelde x86-microprocessoren totdat het werd gekocht door AMD in 1996. Net als concurrent Cyrix, bezat NexGen geen eigen productiefaciliteiten; NexGen-chips werden door IBM geproduceerd.
Het bedrijf is het bekendst geworden door een eigen manier van implementeren van de x86-architectuur ten opzichte van wat destijds gebruikelijk was. De processor vertaalde de code bedoeld om op de op CISC-gebaseerde x86-architectuur te draaien naar de interne RISC-architectuur van de rest van de chip. Deze architectuur zou later ook in AMD-chips gebruikt worden zoals de K6 en Athlon en, tot op zekere hoogte in, alle huidige x86-processors.

## Geschiedenis
In 1986 werd NexGen opgericht, gefinancierd door Compaq, ASCII en Kleiner Perkins. Het eerste ontwerp richtte zich op een processor van de 80386-generatie. Maar dit ontwerp bleek dusdanig groot en ingewikkeld dat het alleen mogelijk was om in acht chips onder te brengen en toen het ontwerp klaar was, was de industrie al overgegaan op de volgende generatie processoren.

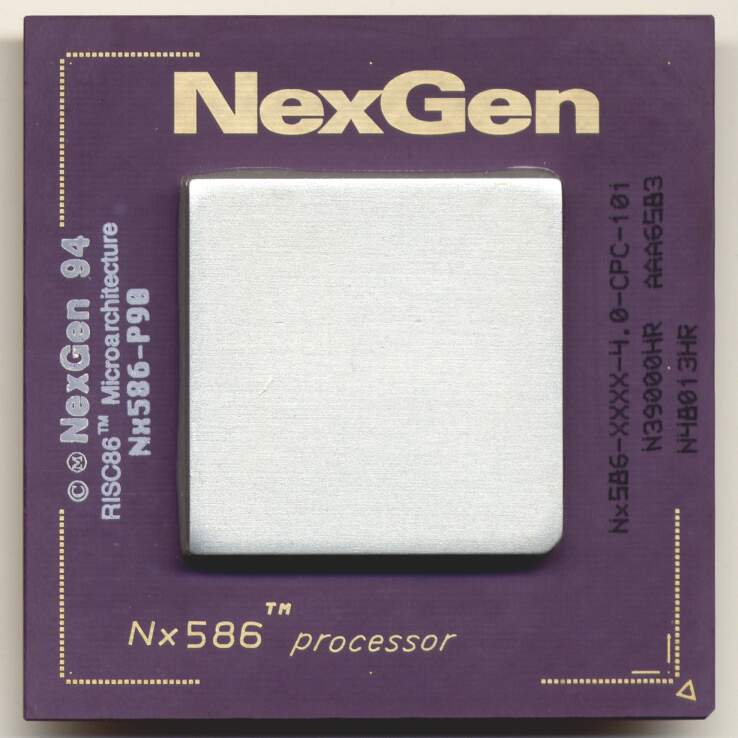
A NexGen Nx586 processor

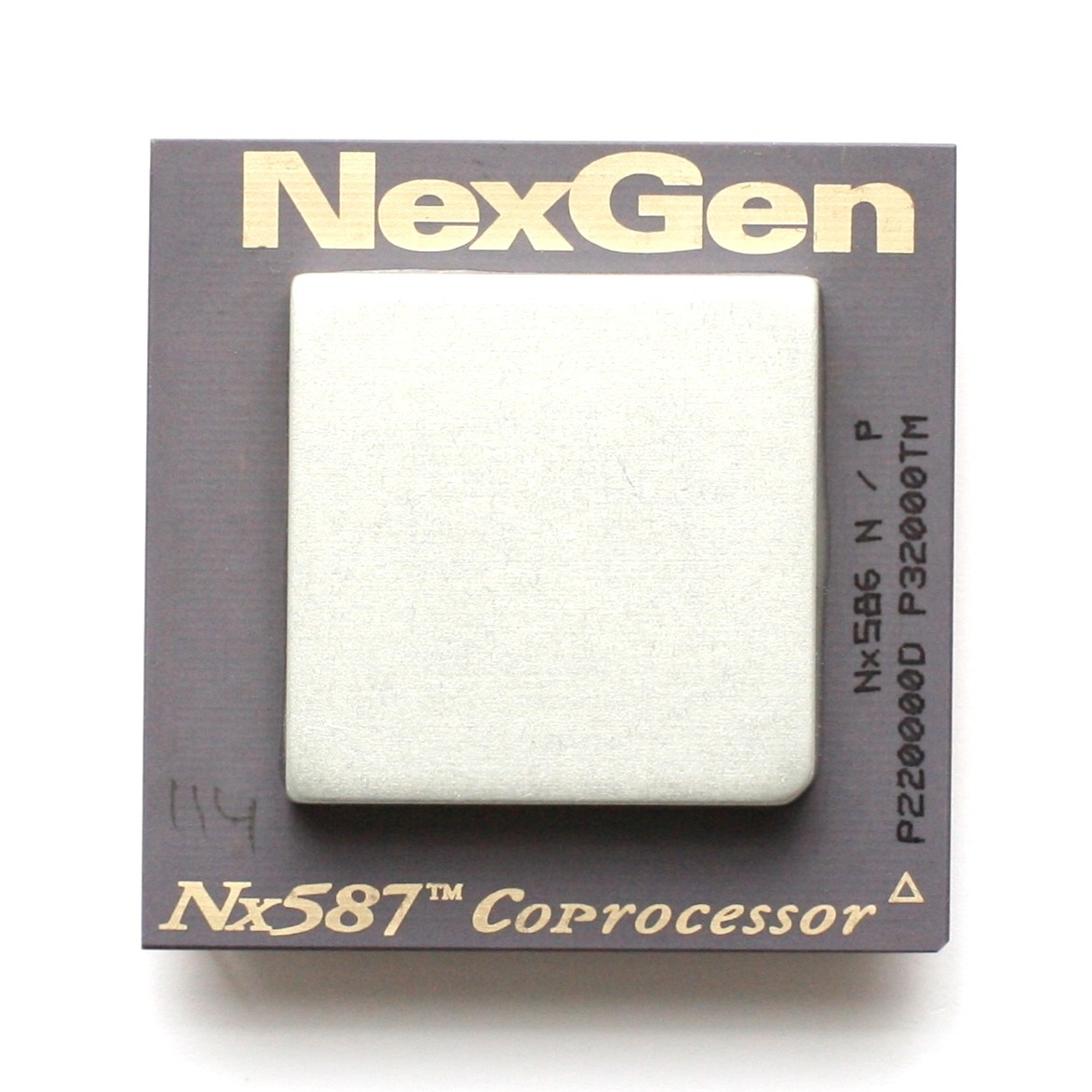
A NexGen Nx587 FPU.

Het tweede ontwerp, de Nx586, geïntroduceerd in 1994, was de eerste processor om direct met de Intel-Pentium te concurreren. In tegenstelling tot de chips van AMD en Cyrix, die later geïntroduceerd zouden worden, was de Nx586 niet pin-compatible met de Pentium, of welke andere Intel-chip dan ook, en benodigde eigen moederborden en chipsets. NexGen bood zowel een VLB- als, in een latere uitvoering, een PCI-moederbord aan voor de Nx586-chips.
Net als de latere CPU's van AMD en Cyrix in de Pentium-klasse, was de Nx586 efficiënter per MHz dan de Pentium. Daarom klokte een Nx586 met de aanduiding Nx586-P80 in werkelijkheid op 75 MHz en werd de P90-versie op 84 MHz geklokt. Nadelig voor NexGen was het feit dat deze prestaties gemeten waren ten opzichte van een Pentium die nog gebruikmaakte van een van de eerste Pentium-chipsets; verbeteringen in de latere Triton-chipset gaven de Pentium betere prestaties en maakten het moeilijk voor NexGen om bij te blijven.
In tegenstelling tot de Pentium had de Nx586 geen ingebouwde coprocessor; een optionele Nx587 was beschikbaar voor de functionaliteit. In latere Nx586-versies werden de Nx586 en Nx587 gecombineerd in één chip-module gebruikmakend van IBM's multichip-module (MCM) technologie. De nieuwe component had dezelfde pinout als zijn voorganger maar werd Nx586-PF100 genoemd om het verschil aan te geven ten opzichte van de Nx586-P100 die geen FPU bezat.
Compaq, die de onderneming financieel gesteund had, maakte bekend dat zij het plan hadden om de Nx586 te gaan gebruiken en verwijderde zelfs de naam "Pentium" uit hun brochures, demo's en dozen. De naam "Pentium" werd vervangen door "586". Desondanks gebruikte zij de NexGen-chip maar beperkt.
Toen AMD's K5 chip niet aan de verwachtingen kon voldoen, terwijl NexGen de Nx686 al had voorgesteld, kocht AMD NexGen, om dit ontwerp in handen te krijgen en het ontwikkelteam over te nemen. Dit ontwerp werd de basis van het succesvolle AMD K6.